# Marián Sedílek
Marián Sedílek (* 1. února 1943) je bývalý slovenský fotbalista, brankář. Žije v bratislavské Karlově Vsi.

## Fotbalová kariéra
V československé hrál za Slovan Bratislava. Se Slovanem získal dva tituly mistra (1974 a 1975) a vyhrál s ním Československý pohár (1974). V lize nastoupil ve 14 utkáních, byl náhradníkem za reprezentantem Vencelem.

## Ligová bilance
| Ročník                                   | Zápasy | Góly | Minuty | Nuly | Klub              |
| ---------------------------------------- | ------ | ---- | ------ | ---- | ----------------- |
| 1. československá fotbalová liga 1967/68 | 4      | 0    | 257    | 1    | Slovan Bratislava |
| 1. československá fotbalová liga 1970/71 | 2      | 0    | 101    | 0    | Slovan Bratislava |
| 1. československá fotbalová liga 1971/72 | 6      | 0    | 450    | 1    | Slovan Bratislava |
| 1. československá fotbalová liga 1973/74 | 1      | 0    | 90     | 0    | Slovan Bratislava |
| 1. československá fotbalová liga 1974/75 | 1      | 0    | 90     | 0    | Slovan Bratislava |
| CELKEM                                   | 14     | 0    | 988    | 2    |                   |